# العلاقات الجنوب سودانية الكورية الشمالية
العلاقات الجنوب سودانية الكورية الشمالية هي العلاقات الثنائية التي تجمع بين جنوب السودان وكوريا الشمالية.

## مقارنة بين البلدين
هذه مقارنة عامة ومرجعية للدولتين:
| وجه المقارنة                                              | جنوب السودان                  | كوريا الشمالية                        |
| --------------------------------------------------------- | ----------------------------- | ------------------------------------- |
| المساحة (كم2)                                             | 619.75 ألف                    | 120.54 ألف                            |
| عدد السكان (نسمة)                                         | 12.58 مليون                   | 25.49 مليون                           |
| الكثافة السكانية (ن./كم²)                                 | 20.3                          | 211.47                                |
| العاصمة                                                   | جوبا                          | بيونغيانغ                             |
| اللغة الرسمية                                             | لغة إنجليزية                  | لغة كوريا الشمالية القياسية ‏          |
| العملة                                                    | جنيه جنوب سوداني، جنيه سوداني | وون كوري شمالي                        |
| الناتج المحلي الإجمالي (بليون دولار)                      | 2.90 مليار                    |                                       |
| الناتج المحلي الإجمالي (تعادل القوة الشرائية) بليون دولار | 22.88 مليار                   |                                       |
| الناتج المحلي الإجمالي الاسمي للفرد دولار أمريكي          | 73                            |                                       |
| الناتج المحلي الإجمالي للفرد دولار أمريكي                 | 2.02 ألف                      |                                       |
| مؤشر التنمية البشرية                                      | 0.467                         |                                       |
| رمز المكالمات الدولي                                      | +211                          | +850                                  |
| رمز الإنترنت                                              | .ss                           | .kp                                   |
| المنطقة الزمنية                                           | ت ع م+03:00                   | ت ع م+08:30، ت ع م+08:30، ت ع م+09:00 |

## منظمات دولية مشتركة
يشترك البلدان في عضوية مجموعة من المنظمات الدولية، منها:
| علم المنظمة | اسم المنظمة              | تاريخ انضمام جنوب السودان | تاريخ انضمام كوريا الشمالية |
| ----------- | ------------------------ | ------------------------- | --------------------------- |
|             | الاتحاد الدولي للاتصالات | 3 أكتوبر 2011             | ?                           |
|             | الاتحاد البريدي العالمي  | ?                         | ?                           |
|             | يونسكو                   | 27 أكتوبر 2011            | 18 أكتوبر 1974              |
|             | الأمم المتحدة            | 14 يوليو 2011             | 17 سبتمبر 1991              |

## وصلات خارجية
- موقع وزارة الخارجية الجنوب سودانية
- موقع وزارة الخارجية الكورية الشمالية